# Рэдклифф, Пола
По́ла Джейн Рэ́дклифф MBE (англ. Paula Jane Radcliffe, 17 декабря 1973 года, Дэйвенхэм, Чешир, Великобритания) — британская легкоатлетка, выступавшая в беге на длинные дистанции, в беге по шоссе и кроссе. Лучший легкоатлет мира 2002 года по версии ИААФ (единственная в истории британка, удостоенная этого звания) и лауреат премии «Спортсмен года AIMS» 2002, 2003 и 2005 годов.
В 2002—2019 годах была рекордсменкой мира в марафоне, пока её рекорд не побила Бриджид Косгей. Результат Рэдклифф (2:15:25) до октября 2023 года оставался рекордом Европы, пока его не побила нидерландская бегунья эфиопского происхождения Сифан Хассан (2:13:44). Единственная белая бегунья в топ-10 лучших результатов в истории марафона (у мужчин такого нет ни одного).

## Биография

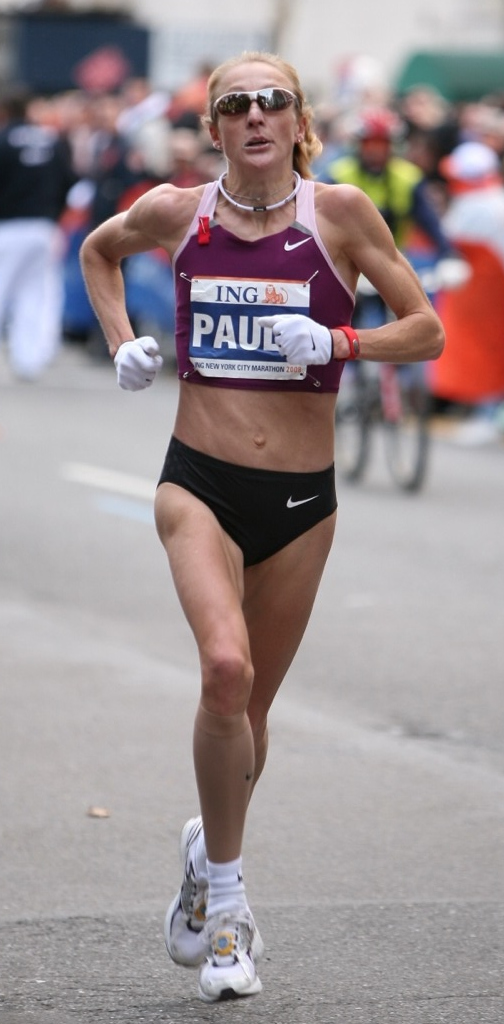
Пола Рэдклифф на Нью-Йоркском марафоне (2008 год)

Родилась в Дэвенхэме близ Нортуича, графство Чешир. В детстве была довольно слабым ребёнком и страдала астмой. Спортом заниматься начала под влиянием своего отца — в прошлом известного бегуна-марафонца. Первые успехи к бегунье пришли в 1992 году, когда Пола стала чемпионкой мира среди юниоров. Первое призовое место на крупных соревнованиях — серебро чемпионата мира 1997 года в кроссе. В 1998 и 2003 годах становилась чемпионкой Европы по кроссу.
У Полы нет олимпийских наград. Участвуя в играх 1996, 2000, 2004, 2008 года, она в финале забегов тем не менее ни разу не поднималась выше 4-го места. В 2004 году на Олимпийских играх в Афинах, будучи безусловным фаворитом, не смогла закончить ни марафон, ни забег на 10 000 метров. Через 4 года в Пекине Пола долгое время лидировала в марафоне, но на финише практически остановилась, заняв только 23-е место.
Гораздо успешнее Рэдклифф выступала в коммерческих марафонах. Она трижды выигрывала самые престижные Лондонский (2002, 2003, 2005) и Нью-Йоркский марафоны (2004, 2007, 2008). В 2003 году в ходе Лондонского марафона установила мировой рекорд в марафонском беге: 2 часа 15 мин 25 сек.
Живёт в Монако. Замужем с 2001 года за своим тренером Гэри Лоу. В 2007 году в их семье родилась дочь Айла, а 29 сентября 2010 — сын Рафаэл. В 2011 году вернулась в большой спорт. В декабре того же года стало известно, что Пола включена в состав сборной Великобритании на Олимпийские игры 2012 года в Лондоне. Тем не менее, незадолго до забега Пола снялась из-за травмы.
Завершила марафонскую карьеру на марафоне в Лондоне 26 апреля 2015 года.
Пола — внучатая племянница британской пловчихи Шарлотты Рэдклифф (1903—1979), вице-чемпионки Олимпийских игр 1920 года в Антверпене в эстафете 4×100 м вольным стилем.

## Личные рекорды
- 3000 м (стадион) — 8 мин 22,20 сек (рекорд Великобритании)
- 5000 м (стадион) — 14 мин 29,11 сек
- 10 000 м (стадион) — 30 мин 1,09 сек
- 10 км (шоссе) — 30 мин 21 сек (мировой рекорд)
- Марафон — 2 часа 15 мин 25 сек (экс-мировой рекорд). Рэдклифф сообладатель мирового рекорда в марафоне в категории mixed, так как рекорд был установлен с помощью пейсмейкеров мужчин[12].